# Simonia steineri
Espèce
Simonia steineri est une espèce d'araignées aranéomorphes de la famille des Theridiosomatidae.

## Distribution
Cette espèce est endémique de la province de Houaphan au Laos,. Elle se rencontre dans des grottes.

## Description
La femelle holotype mesure 2,12 mm

## Systématique et taxinomie
Cette espèce a été décrite par Yu et Lin en 2023.

## Étymologie
Cette espèce est nommée en l'honneur d'Helmut Steiner. 

## Publication originale
- Zhang, Yu & Lin, 2023 : « Simonia gen. nov., a new spider genus (Araneae, Theridiosomatidae) from Southeast Asia. » ZooKeys, vol. 1185, p. 277-294 (texte intégral).